# 済寧館
済寧館（さいねいかん）とは、東京都千代田区千代田の皇居内にある道場。旧宮内省、現皇宮警察本部が所管する。

## 概要
明治天皇の命により宮内卿徳大寺実則らが建設を進め、1883年（明治16年）に竣工した。館名は「詩経」大雅文王篇「済々たる多士、文王以て寧し」から採られた。華族、宮内官、皇宮警察官の武道稽古に使用され、数々の天覧試合や台覧試合の舞台となった。
その後改築や移転を経て、現在の建物は1933年（昭和8年）に竣工した。建坪300余坪、切妻千鳥破風造の伝統的建築様式である。内部には玉座（天皇の座席）が設けられ、その左右に有栖川宮熾仁親王筆の扁額、横山大観筆の富士山の絵画が飾られている。神棚はなく、玉座が神に見立てられている。床は非常に弾力性があり、稽古中に揺れて地震と間違われることもある。
皇宮警察の剣道家は戦前から現在まで白道着・白袴を着用している。これは済寧館の剣道師範を務めた中山博道が衛生に心をくばり推奨していたものであり、皇室に仕える清浄無垢な身を象徴している。

## 歴史
- 1883年（明治16年）

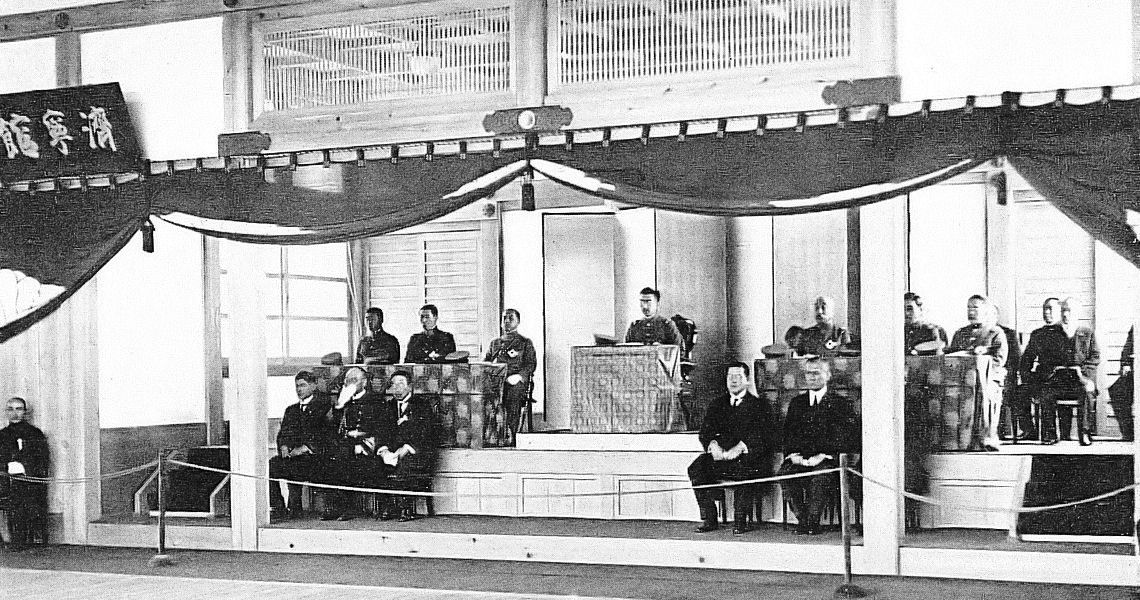
済寧館の玉座で観戦する昭和天皇（1934年）。左上は有栖川宮熾仁親王筆の扁額。

  - 9月、東京府麹町区紀尾井町皇居付属地に竣工する。山岡鉄舟、河田景与、渡辺昇、上田馬之助、杉孫七郎、鷲尾隆聚、林友幸ら10余名が済寧館御用掛（剣術或いは槍術の指導者）に就任。
  - 10月5日、開場式が開催される。

- 1884年（明治17年）
  - 6月22日、剣槍術大会が開催される。山岡鉄舟、河田景与、渡辺昇、上田馬之助、鷲尾隆聚、真貝忠篤、松崎浪四郎、得能関四郎、柴田衛守、小南易知、柿本清吉、下江秀太郎、三橋鑑一郎などが出場。剣術50余組、明治天皇のお好み20組、槍術20余組が行われる。

- 1885年（明治18年）
  - 6月14日、剣槍術大会が開催される。太政大臣三条実美、元老院議官河田景与、籠手田安定、海江田信義、安場保和、渡辺昇、鳥尾小弥太が臨席。得能関四郎－吉田武士郎、前田忠挙－坂部大作などの取組が行われる。松崎浪四郎－逸見宗助の対戦も組まれていたが、逸見は棄権した。
  - 10月9日、天覧試合が開催される。宮内官、警察官、憲兵等が出場。

- 1888年（明治21年）
  - 7月12日、明治宮殿造営に伴い、皇居蓮池門内に移築される。
  - 同年、天覧試合が開催される。上田馬之助、逸見宗助、高橋赳太郎らが出場、12組の試合が行われた。

- 1894年（明治27年）
  - 4月25日、宮内省内匠寮から皇宮警察に移管される[注釈 1]。

- 1923年（大正12年）
  - 9月1日、関東大震災により損壊する。

- 1924年（大正13年）
  - 改築（仮建築）される。

- 1929年（昭和4年）
  - 5月4-5日、皇居内旧三の丸覆馬場及び済寧館において御大礼記念天覧武道大会が開催される。

- 1930年（昭和5年）
  - 5月18日、台覧武道大会が開催される。閑院宮載仁親王、澄宮崇仁親王が臨席。剣道試合に300名が出場。高野佐三郎と中山博道による剣道形、園部秀雄と山内禎子による直心影流薙刀術の形なども演武される。

- 1933年（昭和8年）
  - 皇宮警察の武道振興のため創設当時の規模に復することとなり、9月5日に大手門内で起工、12月に竣工する。皇宮警察官佐藤貞雄、羽賀準一、中倉清らが剣道の試合で活躍する。

- 1934年（昭和9年）
  - 5月4-5日、皇太子殿下御誕生奉祝天覧武道大会が開催される。

- 1940年（昭和15年）
  - 6月18-20日、紀元二千六百年奉祝天覧武道大会が開催される。

- 1945年（昭和20年）
  - 太平洋戦争で日本が敗戦。連合国軍最高司令官総司令部指令により武道が禁止されるが、済寧館は黙認され、稽古が続けられた。

- 1948年（昭和23年）
  - 7月3日、第1回東京警察管区柔道大会が開催される。
  - 11月11日、第1回六大都市警察官柔道大会が開催される。

- 1949年（昭和24年）
  - 5月24-25日、将棋名人戦（塚田正夫名人－木村義雄前名人）が開催される（済寧館の決戦、木村の勝ち）。
  - 11月1日、第2回全国警察柔道大会が開催される。府県対抗団体試合優勝、宮崎県。管区対抗団体試合優勝、大阪管区。個人優勝、松本安市（福岡県）。

- 1956年（昭和31年）
  - 5月20日、皇宮警察創立70周年記念武道大会が開催される。昭和天皇、香淳皇后が臨席。

- 2003年（平成15年）
  - 12月2日、天皇陛下ご古希奉祝剣道大会が開催される。明仁天皇、美智子皇后が臨席。最後に特別試合として馬場恵子（同年世界剣道選手権大会女子優勝者）－久木山満美（同年全国警察剣道選手権大会女子優勝者）、近本巧（同年全日本剣道選手権大会男子優勝者）－佐藤博光（同年全国警察剣道選手権大会男子優勝者）の対戦が披露される。

- 2006年（平成18年）
  - 6月29日、皇宮警察創立120周年記念武道大会が開催される。明仁天皇、美智子皇后が臨席。

- 2009年（平成21年）
  - 12月2日、天皇陛下御即位二十年記念武道大会が開催される。明仁天皇、美智子皇后が臨席。

- 2011年（平成23年）
  - 11月28日、皇宮警察創立125周年記念武道大会が開催される。皇太子徳仁親王が臨席。